# رايموند كولير
رايموند كولير هو مجدف كندي، ولد في 25 أكتوبر 1961 في كرانبروك في كندا.

## وصلات خارجية
- رايموند كولير على موقع الاتحاد الدولي للتجديف (الإنجليزية)
- رايموند كولير على موقع اللجنة الأولمبية الدولية (الإنجليزية)
- رايموند كولير على موقع أوليمبيديا (الإنجليزية)